# Pojorâta (gmina)
Pojorâta – gmina w Rumunii, w okręgu Suczawa. Obejmuje miejscowości Pojorâta i Valea Putnei. W 2011 roku liczyła 2908 mieszkańców.